# شیروانلی
شیروانلی (به لاتین: Şirvanlı، تا ۱۹۹۸ ژارسکی Jarski) یک منطقهٔ مسکونی در جمهوری آذربایجان است که در شهرستان نفت‌چاله واقع شده‌است.